# Німченко Олександр Миколайович
Німченко Олександр Миколайович — старший лейтенант, Міністерство внутрішніх справ України.

## Нагороди
20 червня 2014 року — за особисту мужність і героїзм, виявлені у захисті державного суверенітету та територіальної цілісності України, вірність військовій присязі під час російсько-української війни, відзначений — нагороджений орденом Данила Галицького.